# Casa de Fernando Carreras
La Casa de Fernando Carreras es un edificio situado en el cruce de las calles Areal y Oporto, en Vigo (Galicia, España). Es una de las edificaciones nobles más antiguas de la ciudad, parte  de su primer ensanche decimonónico.

## Historia
El edificio fue encargado como residencia personal por Fernando Carreras, y el proyecto fue firmado en 1863 por Manuel de Uceda, maestro de obras titulado por la Academia de San Fernando de Madrid. El edificio fue terminado en 1865, y desde entonces ha servido como residencia particular, como sede del Banco de España, Gobierno Militar, y sede del Rectorado de la Universidad de Vigo, para finalmente ser dedicado a  dependencias municipales. Recientemente, ha sido objeto de restauración, para eliminar el escudo franquista colocado en su cima. Fue el primer ejemplo de palacete residencial moderno en la ciudad, y motivó gran admiración en la sociedad viguesa del momento. En 2018 fue adquirido por el Consorcio de la Zona Franca de Vigo y en noviembre del año 2021, la institución pública dependiente del Ministerio de Hacienda trasladó definitivamente su sede social que anteriormente se encontraba en Bouzas al céntrico inmueble.

## Construcción y estilo
Se trata de un edificio de tres plantas, con buhardillas bajo cubierta, añadidas después de la obra principal,  y patio de luces interior. Su disposición es simétrica, con grandes vanos en la fachada con arcos semicirculares, todos con balcón individual y separados por pilastras acanaladas, que le dan al conjunto un aspecto clasicista. La decoración se restringe a los capiteles corintios de las pilastras, y a la decoración geométrica y vegetal de la cornisa.